# 스와보미르 므로제크

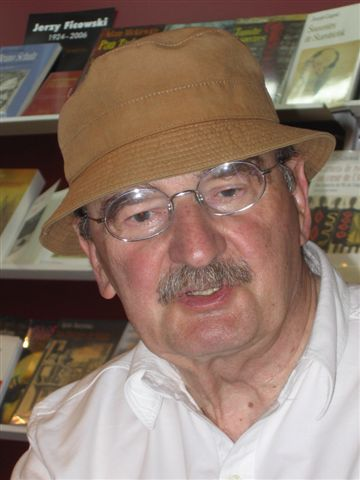
스와보미르 므로제크

스와보미르 피오트르 파베우 므로제크(폴란드어: Sławomir Piotr Paweł Mrożek, 1930년 6월 29일~2013년 8월 15일)는 폴란드의 극작가, 소설가이다.

## 생애
스와보미르 므로제크는 1930년 크라쿠프 근교의 소도시 보젱친(Borzęcin)에서 태어나 600여 년의 역사를 자랑하는 명문 야기엘론스키 대학교에서 건축과 회화를 공부했다.
크라쿠프에서 발간되는 대표적인 일간지 “지엔니크 폴스키(Dziennik Polski)”에 익살스런 삽화를 곁들인 시사만화와 풍자적이고 유머러스한 칼럼을 기고하며 기자로 활동하던 중, 칼럼과 단편소설을 모은 첫 창작집 《코끼리(Słoń)》(1957)를 출간하여 평단과 독자들로부터 호평을 받았다.
이후 폴란드 사회주의 정부와의 마찰 때문에 해외로 망명하여 프랑스와 미국, 독일, 멕시코 등에 거주했다. 대표작으로 《경찰》, 《대사》, 《이민자들》, 《탱고》, 《스트립티즈》, 《바다 한가운데서》, 《미망인들》 등이 있다.

## 작품 세계
그의 작품들은 인물의 추상화, 부조리한 상황, 그로테스크한 장치를 통해 현대의 도덕적, 철학적인 문제들에 대해 깊은 관심을 표현하고 있다. 그는 작품의 무대를 대개 폴란드 이외의 곳에 두어, 보다더 큰 보편성을 획득해보려고 하지만 그 작품이 성장한 상황에서 완전히 떠나지 못하고 있다. 경찰에 대한 날카로운 분석을 한 <경찰>(1958)은 시대나 사회나 형태에 관계없이 전체주의가 갖는 특성을 파헤치고 있는데, 40년대, 50년대 폴란드의 정치 사회적인 배경을 두고 볼 때 더욱 의미 심장해졌다. <바다로>(1961)는 도덕적 문제를, <스트립 쇼>(1961)는 자유화 의지 문제를 다루고 있다. <탱고>(1965)는 통치자로서의 이상주의자의 부적격성을 논한 것으로, 폴란드의 정치적 성격을 개조해 보려던 지성인들의 투쟁을 반영하고 있다.
므로제크는 비록 서구 '부조리 연극'의 수법을 쓰고 있지만 그의 희곡들의 본질은 서구 작가들이 관심 갖는 소외나 순응주의나 언어 한계 등의 문제를 넘어서고 있으며 그런 점에서 므로제크는 단순한 모방자가 아니라 독자적인 재능과 창의성을 가진 극작가로 보아야만 한다.

## 참고 자료
- 본 문서에는 지식을만드는지식에서 CC-BY-SA 3.0으로 배포한 책 소개글 중 "바다 한가운데서/미망인들" 의 소개글을 기초로 작성된 내용이 포함되어 있습니다.
- 이 문서에는 다음커뮤니케이션(현 카카오)에서 GFDL 또는 CC-SA 라이선스로 배포한 글로벌 세계대백과사전의 내용을 기초로 작성된 글이 포함되어 있습니다.